# Camilo Daza Álvarez
Pour les articles homonymes, voir Daza et Álvarez.
Camilo Daza Álvarez, né le 25 juin 1898 à Pamplona et mort le 18 mars 1975 à Bogota, est un aviateur colombien. Il est considéré comme le précurseur de l'aviation dans son pays,.
En 1919 il devient le premier colombien aux commandes d'un avion et il sera général dans les Force aérienne colombienne lors de la guerre colombo-péruvienne de 1932-1933.